# Eydīrshān
Eydīrshān (persiska: ایدیرشان, Eydarshān) är en ort i Iran.   Den ligger i provinsen Östazarbaijan, i den nordvästra delen av landet, 400 km nordväst om huvudstaden Teheran. Eydīrshān ligger 1 810 meter över havet och antalet invånare är 144.
Terrängen runt Eydīrshān är varierad. Runt Eydīrshān är det ganska glesbefolkat, med 40 invånare per kvadratkilometer. Närmaste större samhälle är Sarāb, 16,6 km norr om Eydīrshān. Trakten runt Eydīrshān består i huvudsak av gräsmarker.